# Nick Moran
Nick Moran es un actor y cineasta inglés, mejor conocido por su papel de Eddie el tahúr en Lock, Stock and Two Smoking Barrels. Apareció como Scabior en Harry Potter y las reliquias de la Muerte: parte 1 y parte 2.

## Primeros años
Moran nació en el East End de Londres, de madre peluquera y padre trabajador de la Asociación del Automóvil. Creció en la finca municipal de South Oxhey, cerca de Watford y la frontera del Gran Londres.

## Carrera

### Películas
La primera aparición cinematográfica de éxito de Moran fue en 1990 junto a Roger Daltrey y Chesney Hawkes, en Buddy's Song (1990). Su primer papel principal fue más tarde ese año, en Don't Be Afraid (1990) de Vera Neubauer. Luego protagonizó con Hans Matheson y Samantha Morton un corto de Coky Giedroyc, The Future Lasts a Long Time (1996). En Lock, Stock and Two Smoking Barrels (1998), compartió pantalla con Jason Statham, Dexter Fletcher, Jason Flemyng, Vinnie Jones y el cantante británico Sting, quien interpretó el papel de su padre, JD.
Moran coprotagonizó con John Hurt en New Blood (1999) y también protagonizó con Joseph Fiennes, Sadie Frost y Tara FitzGerald en Rancid Aluminium (2000). En 2001, interpretó el papel de Aramis en El mosquetero, una película basada libremente en la novela clásica de Alejandro Dumas, Los tres mosqueteros. La película fue coprotagonizada por Catherine Deneuve, Tim Roth, Mena Suvari, Stephen Rea y Bill Treacher, con Justin Chambers en el papel de D'Artagnan.
Después de su debut como director en Telstar: The Joe Meek Story, Moran pasó a filmar The Kid, una adaptación del libro homónimo de Kevin Lewis. La película se estrenó en 2010 y está protagonizada por Rupert Friend, Ioan Gruffudd, Natascha McElhone y Liam Cunningham.
Apareció como Scabior, un carroñero de la pandilla de Fenrir Greyback, en Harry Potter y las reliquias de la Muerte: parte 1 y parte 2.

### Teatro
Moran también ha hecho varias apariciones en teatro; su primer trabajo fue como suplente del protagonista de Blood Brothers en el West End de Londres. Estuvo en el elenco original de Real Classy Affair de Nick Grosso en el Royal Court Theatre. Apariciones posteriores incluyen Four Nights in Knaresborough de Paul Webb, Look Back in Anger ambas en 2001, Alfie en 2003, The Countess en 2005, y desde noviembre de 2013 hasta marzo de 2014, como 'Jurado 7' en Doce hombres en pugna en el Teatro Garrick.
Moran coescribió la obra Telstar con James Hicks. Es una dramatización de la vida de Joe Meek, uno de los primeros productores discográficos independientes de Gran Bretaña, que tuvo un gran éxito mundial con el sencillo Telstar de 1962 de los Tornados.
La obra fue dirigida por Paul Jepson y se representó en el New Ambassadors Theatre de Londres del 21 de junio al 12 de septiembre de 2005. Este fue el debut de la obra en el West End después de una exitosa gira nacional a pequeña escala que contó con estrellas como Linda Robson, Adam Rickitt y Con O'Neill.
En 2009 se estrenó una adaptación cinematográfica de la obra, dirigida por Moran. Con O'Neill repitió su papel teatral como Meek; Kevin Spacey interpretó a su financiero, Major Banks.
Moran también protagonizó el papel principal de Roaring Trade en Park Theatre en octubre de 2015.

## Vida personal
Moran encabeza su propia banda tributo a Frank Sinatra, apareciendo a menudo en el Café de Paris de Londres y en varios eventos benéficos.
En su tiempo libre Moran practica karate.

## Filmografía

### Películas
| Año  | Título                                             | Papel              | Notas                       |
| ---- | -------------------------------------------------- | ------------------ | --------------------------- |
| 1989 | Hard Days, Hard Nights                             | Rick               |                             |
| 1990 | Don't Be Afraid                                    |                    |                             |
| 1991 | Buddy's Song                                       | Mike               |                             |
| 1996 | The Future Lasts a Long Time                       | Matt               |                             |
| 1996 | Clancy's Kitchen                                   | Ivan               |                             |
| 1998 | Miss Monday                                        | Jeremy             |                             |
| 1998 | Lock, Stock and Two Smoking Barrels                | Eddie              |                             |
| 1999 | The Rules of Engagement                            | Jimmy              |                             |
| 1999 | New Blood                                          | Danny White        |                             |
| 1999 | Star! Star!                                        | Anatol             |                             |
| 2000 | Rancid Aluminium                                   | Harry              |                             |
| 2000 | Christie Malry's Own Double-Entry                  | Christie Malry     |                             |
| 2001 | La proposición                                     | Terry Martin       |                             |
| 2001 | Another Life                                       | Percy Thompson     |                             |
| 2001 | El mosquetero                                      | Aramis             |                             |
| 2002 | White Bits                                         | Dave               |                             |
| 2002 | Ant Muzak                                          | Goddard            |                             |
| 2002 | Ashes and Sand                                     | Daniel             |                             |
| 2003 | Ten Minutes                                        | Andy               |                             |
| 2003 | Noise Control                                      | El Piloto          |                             |
| 2003 | Chaos and Cadavers                                 | Edward Taggert     |                             |
| 2004 | The Baby Juice Express                             | Des                |                             |
| 2004 | Spivs                                              | Steve              |                             |
| 2004 | Soccer Dog: European Cup                           | Bryan MacGreggor   |                             |
| 2004 | American Daylight                                  | Lawrence Stokowski |                             |
| 2005 | The Last Drop                                      | Alan Ives          |                             |
| 2005 | Silent Partner                                     | Gordon Patrick     |                             |
| 2005 | Puritan                                            | Simon Puritan      |                             |
| 2005 | The Pistachio Nut                                  | Peter Hall         |                             |
| 2006 | The Amazing Grace                                  | John Newton        | También escritor            |
| 2007 | Clubbing to Death                                  | Mark               |                             |
| 2008 | Telstar: The Joe Meek Story                        | Alex Meek          | También escritor y director |
| 2009 | Goal! 3: Taking on the World                       | Nick Ashworth      |                             |
| 2010 | The Kid                                            |                    | Escritor y director         |
| 2010 | Harry Potter y las reliquias de la Muerte: parte 1 | Scabior            |                             |
| 2011 | Harry Potter y las reliquias de la Muerte: parte 2 | Scabior            |                             |
| 2011 | St George's Day                                    | Richard            |                             |
| 2012 | Coward                                             | Montague           |                             |
| 2012 | After Death                                        | Roger              |                             |
| 2013 | Prisoners of the Sun                               | Adam Prime         |                             |
| 2013 | Little Favour                                      |                    |                             |
| 2014 | Our Lady of Lourdes                                | Detective          |                             |
| 2015 | Age of Kill                                        | Roy Dixon          |                             |
| 2015 | Down Dog                                           | Bill               |                             |
| 2016 | Crow                                               |                    |                             |
| 2016 | The Habit of Beauty                                | Adam               |                             |
| 2016 | Don't Knock Twice                                  | Detective Boardman |                             |
| 2017 | My Name Is Lenny                                   | Johnny Bootnose    |                             |
| 2017 | London Heist                                       | DCI Wickstead      |                             |
| 2018 | Accident Man                                       | Leonard Kent       |                             |
| 2018 | Terminal                                           | Illing             |                             |
| 2018 | Boogie Man                                         |                    |                             |
| 2019 | Avengement                                         | Hyde               |                             |
| 2020 | 82                                                 | Nick               |                             |
| 2021 | Nemesis                                            | Frank Conway       |                             |
| 2021 | Creation Stories                                   | Malcolm McLaren    | También director            |
| 2022 | Renegades                                          | Burton             |                             |
| 2022 | Hounded                                            |                    |                             |
| 2022 | Repeater                                           |                    |                             |

### Televisión
| Año       | Título                                        | Papel                              | Notas                                                                    |
| --------- | --------------------------------------------- | ---------------------------------- | ------------------------------------------------------------------------ |
| 1992      | Heartbeat                                     | Rick Parker                        | Episodio: "Keep on Running"                                              |
| 1992      | Eldorado                                      | Jim                                |                                                                          |
| 1992      | Casualty                                      | Jez                                | Episodio: "Money Talks"                                                  |
| 1993-1997 | The Bill                                      | Dean Stacey, Todd Grant, Paul Shea | Episodios: "In Broad Daylight", "Picking Up the Pieces", "A Bitter Pill" |
| 1999      | Midsomer Murders                              | Michael Smith                      | Episodio: "Blood Will Out"                                               |
| 1999      | CI5: The New Professionals                    | Tony Radelli                       | Episodio: "Miss Hit"                                                     |
| 2011      | Born to Shine                                 |                                    |                                                                          |
| 2012      | Mr Selfridge                                  | Reg Towler                         |                                                                          |
| 2013      | The Wrong Mans                                | Stevens                            |                                                                          |
| 2013      | By Any Means                                  | Jamie Caine                        |                                                                          |
| 2013      | The Great Train Robbery                       | Jack Slipper                       |                                                                          |
| 2015      | Crimen en el paraíso                          | Pete Thunders                      |                                                                          |
| 2017      | Babs                                          | John Deeks                         |                                                                          |
| 2017      | Celebrity MasterChef                          | Concursante                        |                                                                          |
| 2018      | Inside No. 9                                  | Spike                              | Episodio: "Once Removed"                                                 |
| 2018      | Shakespeare & Hathaway: Private Investigators | Steffan Shiplake                   | Episodio: "This Rough Magic"                                             |
| 2022      | Richard Osman's House of Games                | Concursante                        | [ 2 ]                                                                    |